# Zvonimir Janko
Zvonimir Janko (Bjelovar, 26 de julho de 1932 – Heidelberg, 12 de abril de 2022) foi um matemático croata.
Janko obteve um doutorado em 1960 na Universidade de Zagreb, orientado por Vladimir Devidé, com a tese Nicht-ausgeartete Redeische schiefe Produkte.
Foi palestrante convidado do Congresso Internacional de Matemáticos em Nice (1970 - A class of non-solvable finite groups).